# Dolní Kralovice
Dolní Kralovice jsou obec v jihovýchodním cípu okresu Benešov, v Želivské pahorkatině, nad řekou Želivkou. Nacházejí se 45 km jihovýchodně od okresního města Benešov. Původní městečko, které se nacházelo v údolí řeky Želivky, bylo z důvodu výstavby vodní nádrže Švihov zbouráno v letech 1968–1975. Dnešní moderní obec vznikla v letech 1970–1974 na návrší nad přehradou, u původní obce Vraždovy Lhotice, asi 5 km jižně od zatopeného městečka. Žije zde 907 obyvatel.
Nejbližšími městy jsou: Ledeč nad Sázavou (18 km SV), Zruč nad Sázavou (19 km SZ), Humpolec (21 km JV) a Vlašim (25 km Z).

## Historie

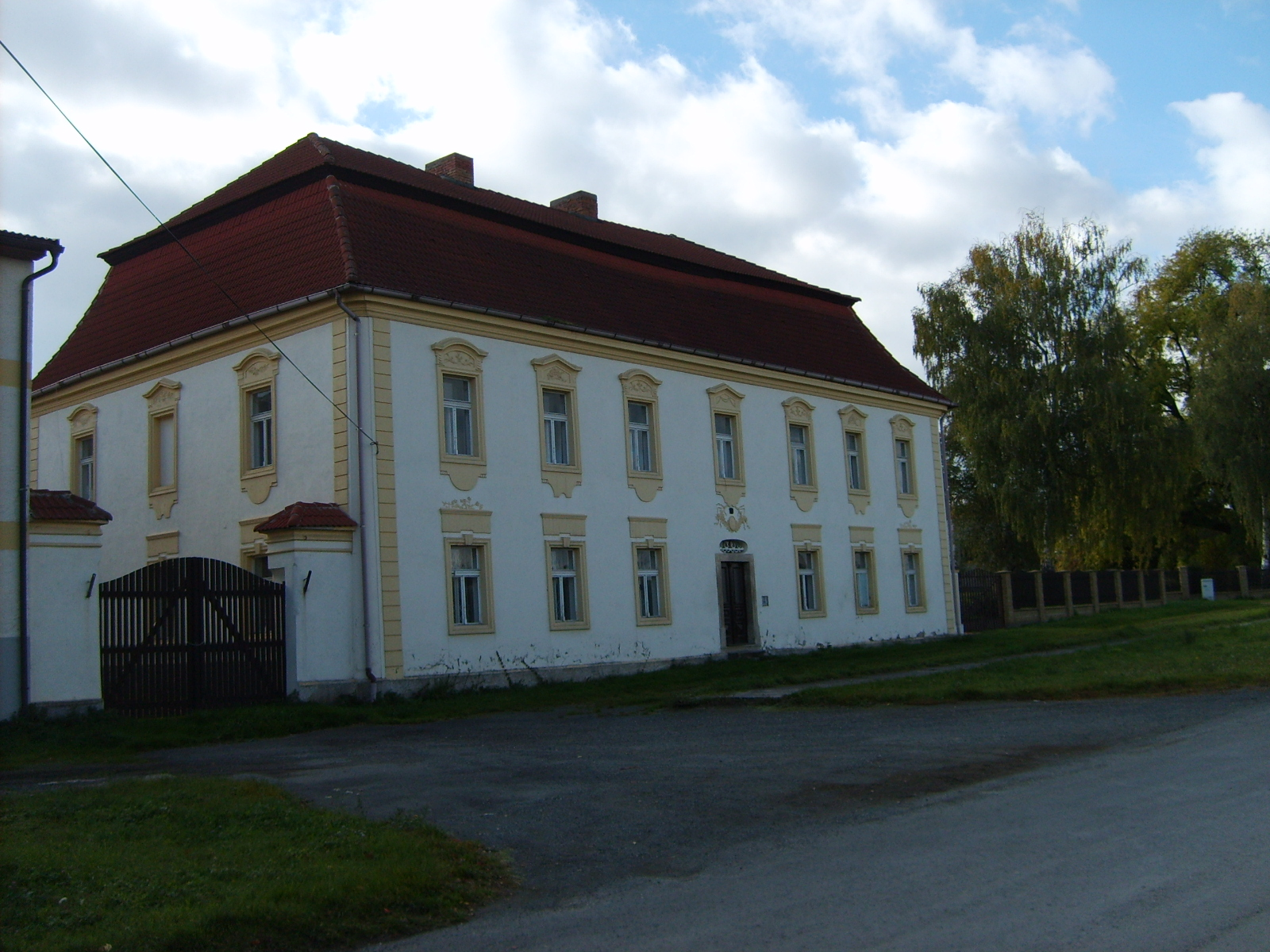
Zámek ve Vraždových Lhoticích – vsi, která s Kralovicemi stavebně splývá

### Historie „starých“ Dolních Kralovic
Původní osada vznikla zřejmě v 11. století z chýší rybářů v údolí řeky Želivky. První písemná zmínka je z roku 1187. Z té doby pravděpodobně také pocházel bývalý kostel, který byl poté ještě mnohokrát přestavován. Osada byla původně v majetku vyšehradské kapituly, od roku 1340 ji převzal rod Trčků z Lípy, později si její vlastnictví střídaly další spíše méně významné šlechtické rody.
V roce 1683 vznikla při kostelu farní škola, která byla od roku 1764 nahrazena novou budovou. V roce 1716 se Dolní Kralovice staly centrem rozsáhlého panství knížat z Trautsonu, jehož sídlo sem bylo přeneseno z Čechtic – panství mělo přibližný rozsah dnešního Mikroregionu Želivka. Po zrušení nevolnictví, v roce 1850, se staly Dolní Kralovice sídlem soudního okresu (375 km², 23 tis.ob.), který patřil pod politický okres Ledeč nad Sázavou. V roce 1880 byl v Kralovicích založen SDH, od roku 1908 existuje TJ Sokol.
11. listopadu 1902 přijel do Dolních Kralovic první vlak. Tehdy byla prodloužena trať Benešov – Vlašim o další úsek přes Trhový Štěpánov a Keblov k Želivce. Až do druhé světové války žila v Kralovicích relativně početná židovská komunita, začátkem války však bylo 147 místních Židů deportováno do koncentračních táborů, z nichž se vrátili jen 4. Synagoga byla v roce 1951 změněna na modlitebnu Československé církve hustitské. Od roku 1960 byly Dolní Kralovice převedeny do okresu Benešov. Za druhé světové války v okolí městečka probíhala výstavba tehdejší protektorátní dálnice, dnešní dálnice D1. Stavba však zůstala z finančních důvodů nedostavěna a realizovat se ji podařilo až v 70. letech.
Toho se však staré Dolní Kralovice již „nedožily“. V roce 1963 bylo vládou schváleno rozhodnutí o výstavbě velké vodárenské nádrže na Želivce, jejíž stavba byla zahájena v roce 1965. Tím bylo také rozhodnuto o likvidaci celých původních Dolních i Horních Kralovic. 31. července 1967 byly z důvodu dopravních změn přeřazeny obce Snět, Blažejovice a Šetějovice z okresu Havlíčkův Brod do okresu Benešov. Bourání obce začalo roku 1968, od roku 1970 se občané Dolních Kralovic začali stěhovat do nově vzniklého sídliště. V témže roce se přestěhovala i škola.
Od roku 1972 začalo pozvolné napouštění přehrady. Většina budov byla demolována v letech 1972–1974. 23. července 1974 odjel poslední osobní vlak z Benešova do Dolních Kralovic, osobní doprava byla oficiálně ukončena 4. srpna. V květnu 1975 byla zastavena i nákladní doprava, a trať byla trvale ukončena o 15 km blíže k Benešovu, v Trhovém Štěpánově. Podle archivních snímků z roku 1974 bylo jako poslední zbouráno nádraží a cenný románský kostel Sv. Jana Křtitele. Přehrada byla úplně dokončena v roce 1976. Z celého městečka se zachoval jen jeden dům a stodola mimo zátopové pásmo nádrže.
Historicky byly Dolní Kralovice možná už od 12. století městečkem, nepodařilo se však dohledat doklady, které by to dostatečně doložily a tím opravňovaly k obnovení statusu městyse nebo města.

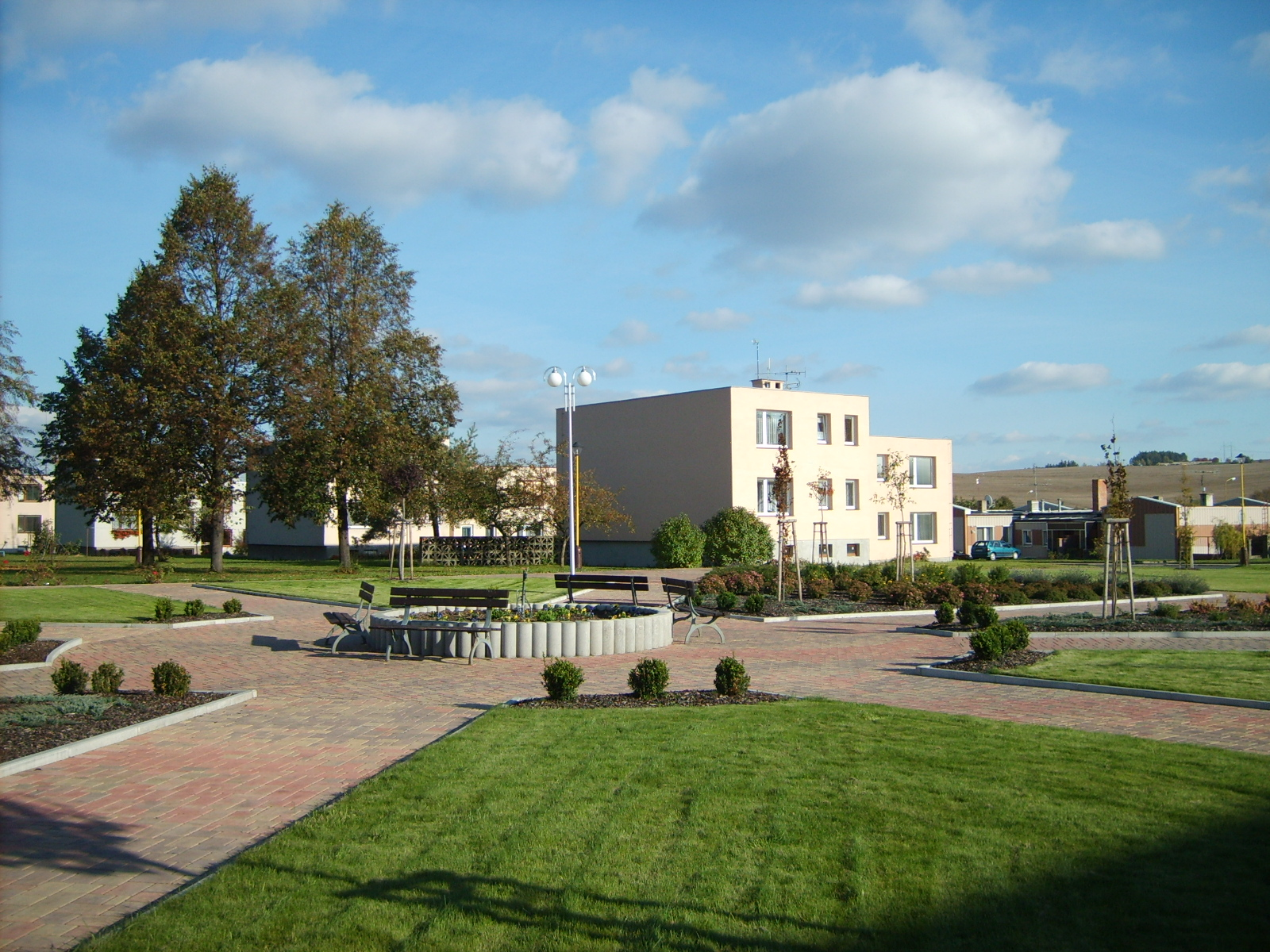
Rekonstruované bytovky na náměstí v Dolních Kralovicích

### Historie „nových“ Dolních Kralovic
Nová moderní obec byla stavěna v letech 1969–1974, stavebně splývá s původní obcí Vraždovy Lhotice, které k ní byly připojeny k 1. lednu 1970.
V roce 1971 navštívil obec tehdejší prezident republiky Ludvík Svoboda, na jeho popud byl obci ponechán její historický název i znak. Jeho jméno dodnes nese kralovické náměstí. Vzhledem k tomu, že se do nové obce stěhovali zejména občané starých Dolních Kralovic, nebyla narušena historická posloupnost, ani úplně zpřetrhány vazby mezi tamními lidmi (i když pravdou je, že skoro přesně 50 % původních obyvatel se muselo přestěhovat do jiných obcí).
Velké změny zaznamenala také dopravní síť. Silnice, které se dříve paprskovitě sbíhaly do staré obce najednou končily na břehu přehrady. Proto musela být vystavěna nová silnice z Martinic u Dolních Kralovic přes Tomice, Loket a Bernartice do Keblova, která zároveň i „suplovala“ zrušenou železniční trať.
8. července 1977 byl jižně od obce zprovozněn úsek dálnice D1 Mirošovice – Hořice. Od 1. ledna 1980 byly ke Kralovicům připojeny obce Martinice, Snět, Blažejovice, Šetějovice a Tomice. V roce 1990 byly tyto obce, kromě Martinic u Dolních Kralovic, opět osamostatněny.

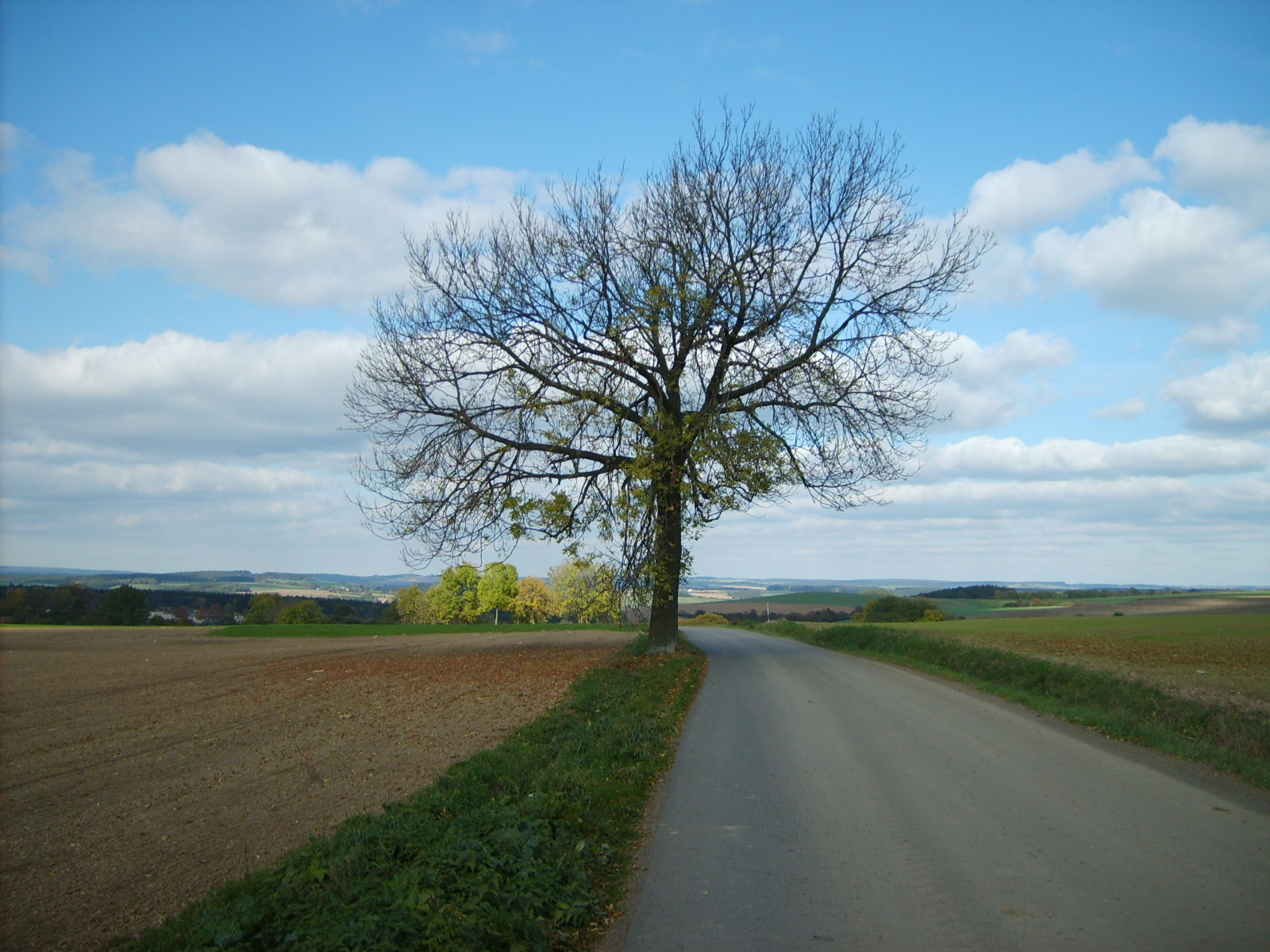
Krajina u Dolních Kralovic (pohled na severozápad – Želivka, Zruč nad Sázavou). Vlastní obec se rozkládá pod svahem.

### Územní vymezení a členění
Nynější obec sestává z 6 evidenčních částí na 5 katastrálních územích. Katastrální území Dolní Kralovice je rozděleno na dvě evidenční části obce (Dolní Kralovice a Střítež), zbylé čtyři části obce odpovídají hranicemi i názvy katastrálním územím (Libčice u Dolních Kralovic mají jako část obce název pouze Libčice, dále Zahrádčice, Martinice u Dolních Kralovic a Vraždovy Lhotice). 
Dřívější části Dolních Kralovic na pravém břehu Želivky dnes k území Dolních Kralovic nepatří. Bezděkov u Dolních Kralovic patří dnes k obci Loket v okrese Benešov, a území Horních Kralovic, což byla pravobřežní část Dolních Kralovic, je dnes katastrálně a evidenčně součástí Bezděkova. Původní Dolní Kralovice dnes paradoxně nepatří k části Dolní Kralovice, ale k části Střítež. Do severní části dnešní části Dolní Kralovice naopak spadá zatopená osada Příseka. 

### Územněsprávní začlenění
Dějiny územněsprávního začleňování zahrnují období od roku 1850 do současnosti. V chronologickém přehledu je uvedena územně administrativní příslušnost obce v roce, kdy ke změně došlo:
- do 1849 země česká, kraj Čáslav, soudní okres Dolní Kralovice
- 1850 země česká, kraj Pardubice, politický okres Ledeč, soudní okres Dolní Kralovice[6]
- 1855 země česká, kraj Čáslav, soudní okres Dolní Kralovice
- 1868 země česká, politický okres Ledeč, soudní okres Dolní Kralovice
- 1939 země česká, Oberlandrat Německý Brod, politický okres Ledeč nad Sázavou, soudní okres Dolní Kralovice[7]
- 1942 země česká, Oberlandrat Tábor, politický okres Ledeč nad Sázavou, soudní okres Dolní Kralovice[8]
- 1945 země česká, správní okres Ledeč nad Sázavou, soudní okres Dolní Kralovice[9]
- 1949 Jihlavský kraj, okres Ledeč nad Sázavou[10]
- 1960 Středočeský kraj, okres Benešov
- 2003 Středočeský kraj, okres Benešov, obec s rozšířenou působností Vlašim

### Rok 1932
Ve městě Dolní Kralovice (přísl. Bezděkov, Horní Kralovice, Příseka, Střítež, 1763 obyvatel) byly v roce 1932 evidovány tyto živnosti a obchody:
- Instituce a průmysl: poštovní úřad, telefonní úřad, telegrafní úřad, okresní soud, berní úřad, důchodkový kontrolní úřad, státní silniční úřad, obchodní gremium, četnická stanice, katol. kostel, synagoga, okresní zimní a letní hospodářská škola, Společenstvo různých živností, hostinských a výčepníků, kovářů, 3 cihelny, elektrárenské družstvo, elektrotechnický závod, lidové hospodářské družstvo, skladiště rolnického družstva, 2 lihovary, 2 mlýny, 2 pily, 2 pivovary, výroba prádla, 3 velkostatky
- Služby (výběr): 2 lékaři, zvěrolékař, advokát, notář, 3 autodrožky, bio Sokol, cukrář, 2 čalouníci, drogerie, 2 hodináři, 12 hostinců, 2 hotely (Blaník, Hvězda), 5 jednatelství, kamnář, kapelník, knihkupectví, kožišník, lékárna, 2 obchody s obuví, 2 papírnictví, 3 sadaři, 2 sedláři, sklenář, Městská spořitelna v Benešově, Občanská záložna v Dolních Kralovicích, Okresní hospodářská záložna v Dolních Kralovicích, stavitel, tesařský mistr, zahradník, zednický mistr, zubní ateliér.

Ve vsi Libčice (240 obyvatel, samostatná ves se později stala součástí Dolních Kralovic) byly v roce 1932 evidovány tyto živnosti a obchody: cihelna, 2 hostince, krejčí, obuvník, pila, rolník, 2 trafiky.
Ve vsi Martinice u Dolních Kralovic (270 obyvatel, samostatná ves se později stala součástí Dolních Kralovic) byly v roce 1932 evidovány tyto živnosti a obchody: hostinec, kovář, trafika, velkostatek Holzer.

### Pamětihodnosti
- Zámek Dolní Kralovice – zbořen
- Kostel svatého Jana Křtitele – zbořen
- Židovský hřbitov – zrušen
- Socha Panny Marie – přenesena do nové obce
- Zámek Vraždovy Lhotice

### Vývoj počtu obyvatel
| Rok              | 1869  | 1900  | 1930  | 1950  | 1961  | 1970 | 1980 | 2001 | 2008 | 2012 |
| Dolní Kralovice  | 1 465 | 1 238 | 1 340 | 1 194 | 1 317 | 149  | 592  | 634  |      |      |
| Vraždovy Lhotice | 202   | 214   | 209   | 148   | 151   | 351  | 81   | 88   |      |      |
| Celá obec        | 2 409 | 2 102 | 2 162 | 1 815 | 1 928 | 927  | 954  | 905  | 948  | 927  |

## Osobnosti
- František Hampejs (1921–1995), fotbalista
- Jaroslav Hlava (1855–1924), patologický anatom
- Vojtěch Mixa (1887–1953), spisovatel a novinář
- Jan Bedřich Plaček (1890-1980), malíř

## Statistické údaje

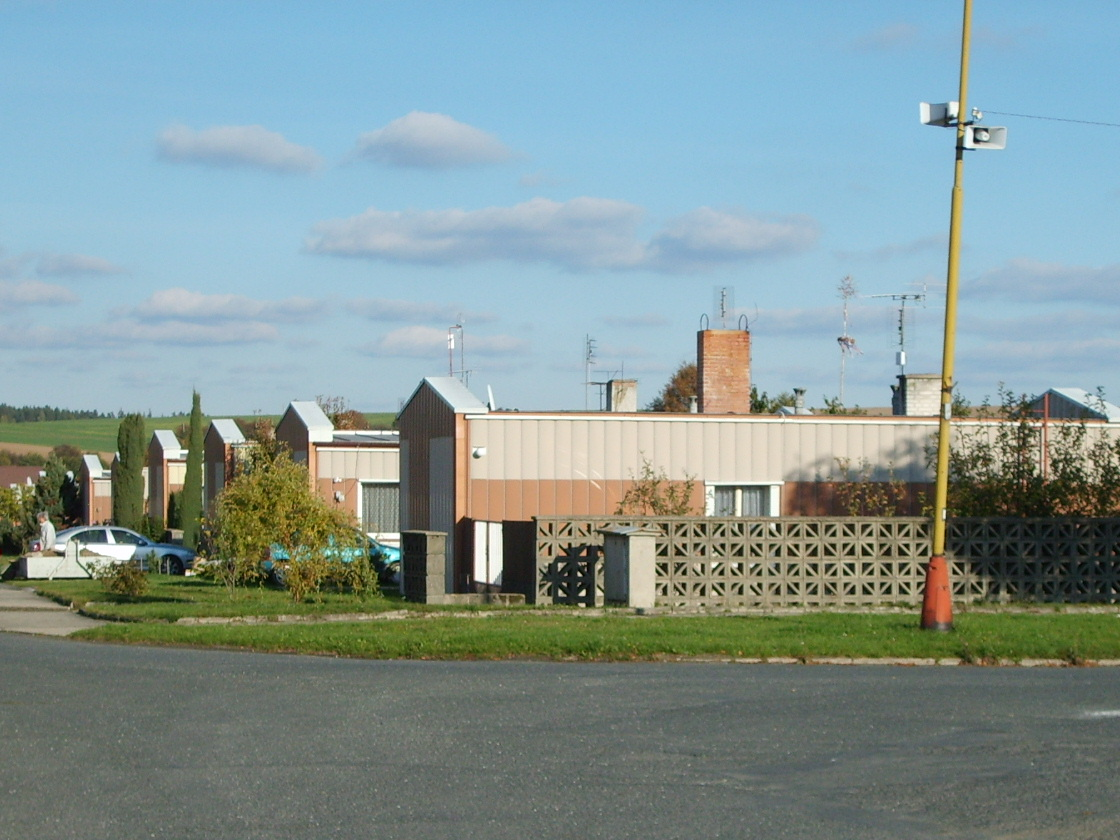
Řadové domky u fotbalového hřiště

### Údaje ze sčítání lidu 2001
- Počet obyvatel: 905
- Národnost: česká 99,8 %
- Náboženské vyznání: věřící: 50,0 %, z toho:
  - církev římskokatolická: 92,3 %
  - církev československá husitská: 0,9 %
- Ekonomická aktivita: ekonomicky aktivní: 477, z toho:
  - nezaměstnaní: 3,8 %
  - zaměstnaní v průmyslu: 34,2 %
  - v zemědělství: 15,7 %
  - ve stavebnictví: 8,4 %
  - v obchodu: 10,3 %
  - ve školství a zdravotnictví: 8,0 %

### Údaje z roku 2007
- Počet obyvatel: 911, z toho:
  - podíl mužů: 50,2 %
  - podíl dětí do 15 let: 12,2 %
- Průměrný věk: 39,7 let, z toho:
  - muži: 37,4 let
  - ženy: 42,0 let

## Současnost obce

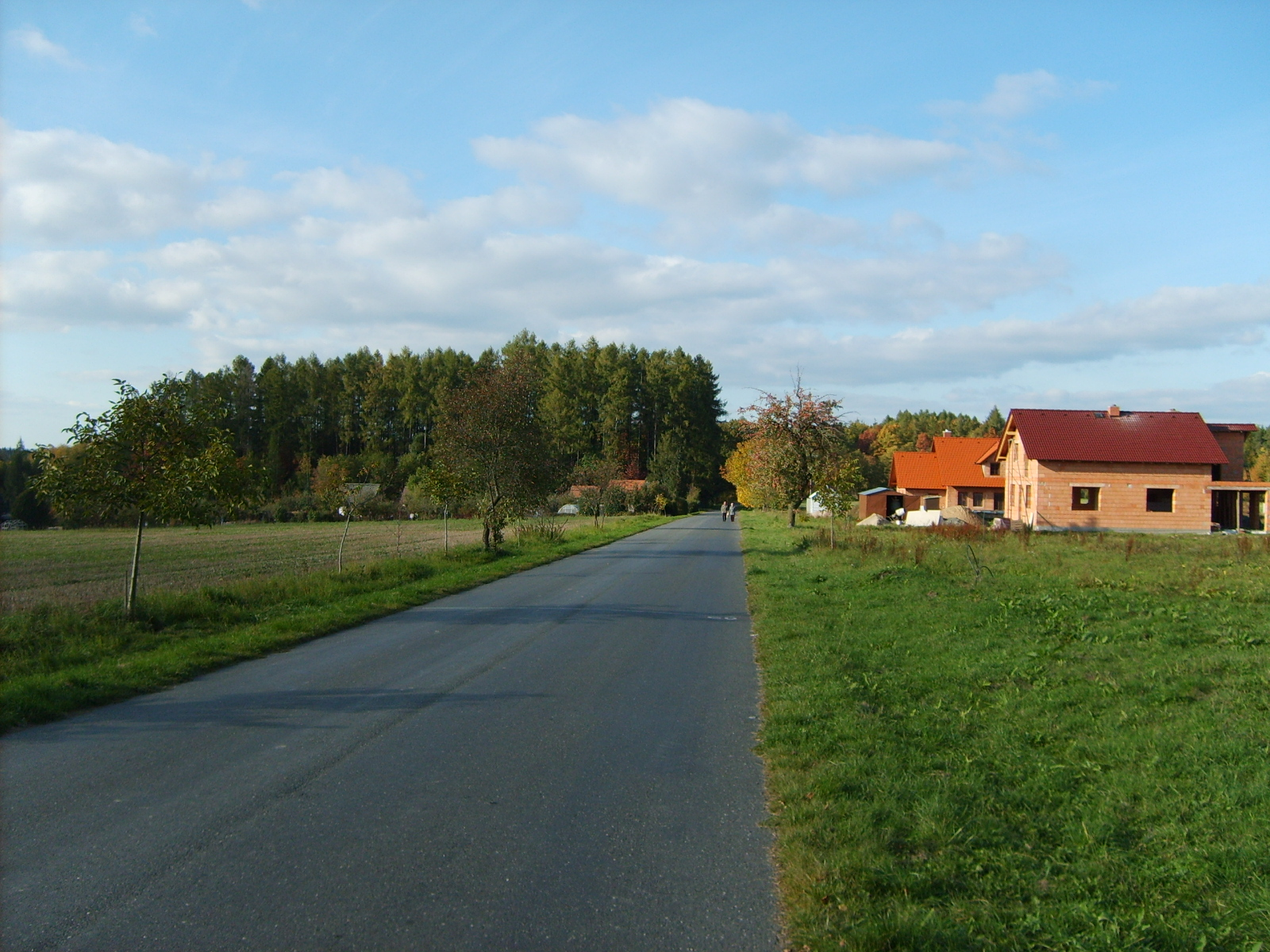
Nová výstavba v Dolních Kralovicích, při silnici k přehradě

### Vzhled obce
Dnešní obec je tvořena převážně panelovými řadovými domky nebo bytovkami. V centru se nachází nové náměstí s budovou obecního úřadu, kulturního domu s restaurací, samoobsluhou a domem služeb.
Sídliště tvoří 4 podélné a 4 příčné ulice. V jihozápadní části obce mají své místo budovy zemědělského družstva a drobný průmyslový provoz.
V nedávné době prošlo náměstí zdařilou rekonstrukcí – byla položena nová, barevná dlažba, vztyčeny nové vkusné sloupy veřejného osvětlení, a zrekonstruovány některé panelové domy, které po 35 letech začínají potřebovat řádnou rekonstrukci. V Nových Dolních Kralovicích pokračuje i dnes výstavby nových domů, a to směrem na sever od náměstí (tj. k Želivce). V ostatních částech obce však obyvatel spíše ubývá, a tak není věková struktura obce bohužel příliš příznivá.

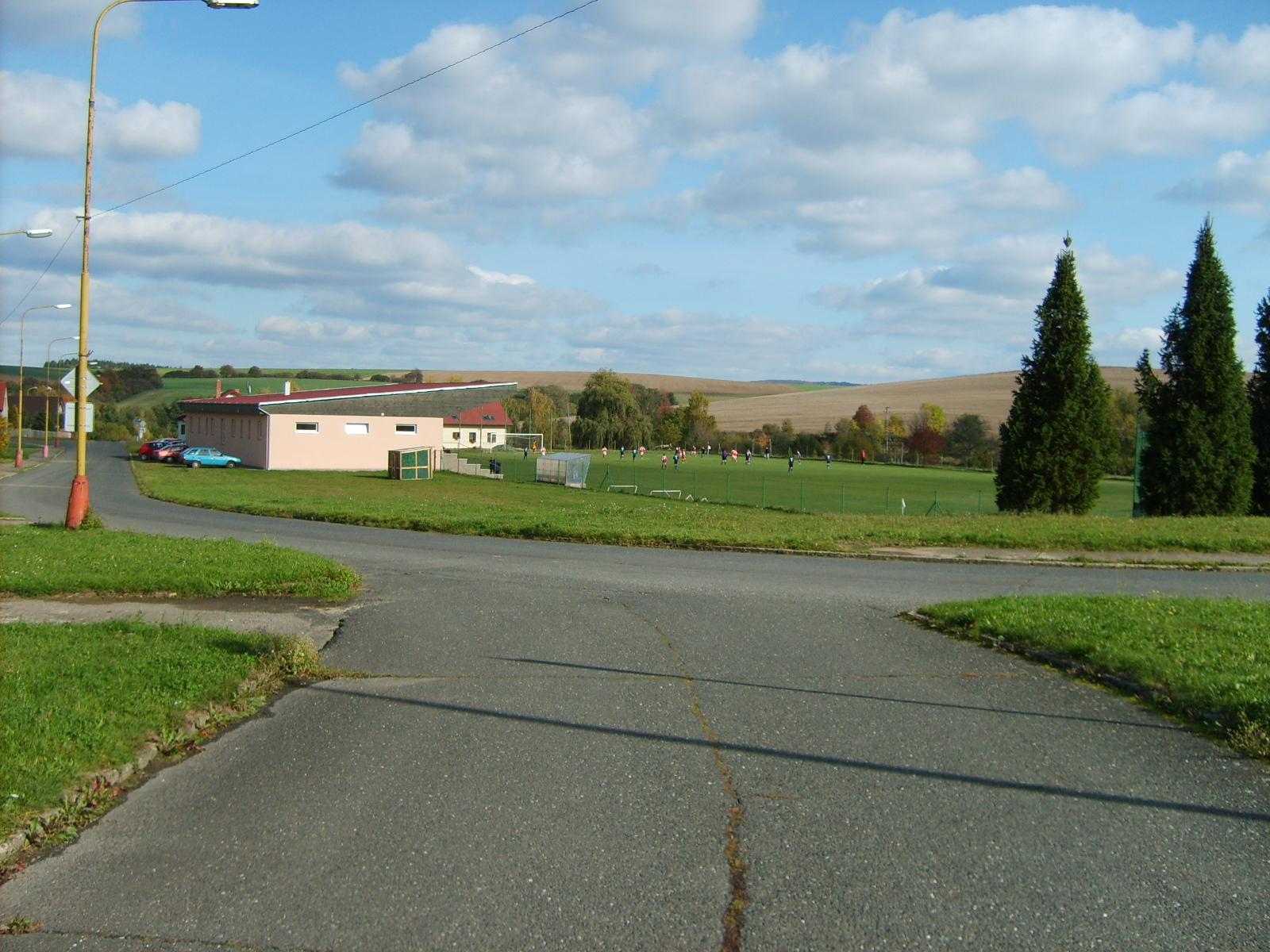
Fotbalové hřiště TJ Sokol

### Kulturní život
V Dolních Kralovicích existují mnohé spolky, stejně jako v ostatních podobně velkých obcích. Patří sem zejména Sbor dobrovolných hasičů a Tělovýchovná jednota Sokol. Nachází se zde dvě knihovny – obecní a školní, v budově kulturního domu funguje také kino. Fotbalisté Dolních Kralovic hrají okresní i krajský přebor.

### Služby
Obec je relativně dobře vybavena službami, které jsou soustředěny do objektů na náměstí Ludvíka Svobody. Jedná se o zdravotní středisko, řadu obchodů (elektro, domácí potřeby, textil), velkou prodejnu potravin, poštu, lékárnu a základní a mateřskou školu.

## Doprava
Dopravní síť
- Pozemní komunikace – Do obce vedou silnice III. třídy. Spojují nejodlehlejší obec Benešovska – Snět s Dolními Kralovicemi, Tomicemi a Loktem u Čechtic, kde se napojuje na silnici II/150 a dálnici D1. Dále z Dolních Kralovic vychází silnice, která pokračuje jižním směrem na dálniční EXIT 75 Hořice, Senožaty a Červenou Řečici. V katastru obce ještě leží most na silnici II/150, přes údolí Želivky, vystavěný v roce 1969.
- Železnice – Železniční trať ani stanice na území obce nejsou. Do roku 1974 jezdily do obce vlaky z Benešova. Z důvodu výstavby vodní nádrže Švihov – Želivka byla trať zkrácena do Trhového Štěpánova.

Veřejná doprava 2012
- Autobusová doprava – V obci zastavovaly autobusové linky jedoucí např. do těchto cílů: Čechtice, Ledeč nad Sázavou, Praha, Trhový Štěpánov, Vlašim, Zruč nad Sázavou. Autobusovou zastávku najdeme ne náměstí, před kulturním domem.

## Turistika
- Cyklistika – Obcí procházejí cyklotrasy č. 0083 Dolní Kralovice – Tomice – Křivsoudov a č. 0084 Dolní Kralovice – Hořice – Čechtice.
- Pěší turistika – Z obce vychází turistická trasa  Dolní Kralovice – Děkanovice – Čechtice.

## Části obce
| Název                        | Počet obyvatel (2001) |
| ---------------------------- | --------------------- |
| Dolní Kralovice              | 634                   |
| Libčice                      | 0                     |
| Martinice u Dolních Kralovic | 57                    |
| Střítež                      | 102                   |
| Vraždovy Lhotice             | 88                    |
| Zahrádčice                   | 24                    |

V letech 1850–1950 k obci patřil i Bezděkov.[zdroj?]